# Schiffsname

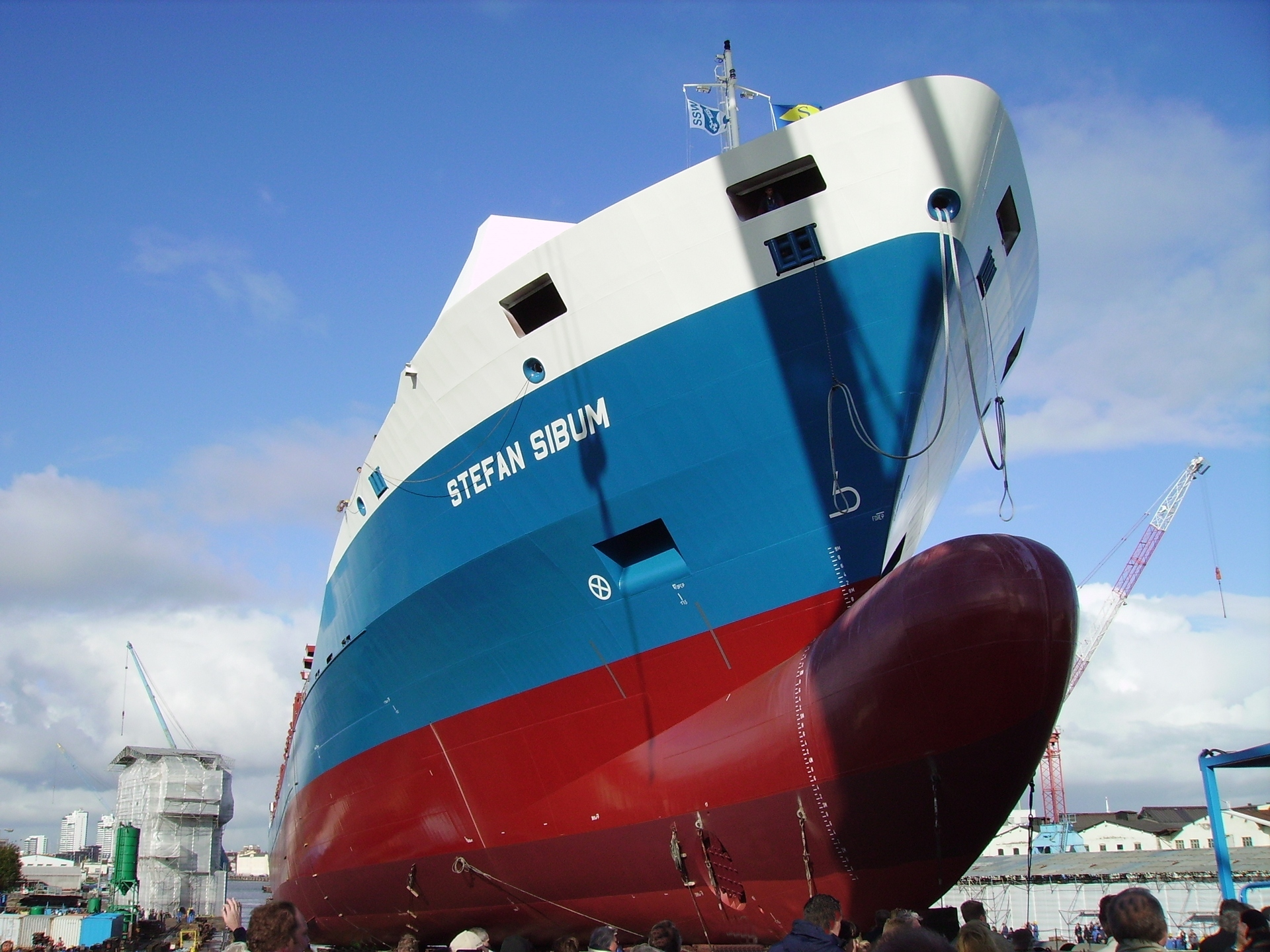
Schiffsname Stefan Sibum

Der Schiffsname ist der Name eines Schiffes oder Bootes. Der Name des Fahrzeuges ist im Schiffsattest oder gleichgestellten Schiffspapieren festgeschrieben und ist am Schiff angebracht. Die Größe und Anbringungsweise von Schiffskennzeichnungen und damit auch Schiffsnamen folgt nationalen und internationalen Regeln. Der Name wird im Schiffsregister eingetragen und spätestens bei der Schiffstaufe offiziell bekanntgegeben. Nachträglich kann es zu Umbenennungen von Schiffen kommen, die eventuell beim Wechsel des Schiffseigners oder zu anderen Umständen vorgenommen werden und ebenfalls in entsprechenden zivilrechtlichen Registern oder in Kriegsschiffslisten notiert werden.

## Geschichte
Wie alt der Brauch ist, Schiffen Namen zu geben, lässt sich nicht mit Sicherheit feststellen. Bereits in der Antike sind neben den mythologischen Schiffsnamen (Argos – Argonauten) auch bei Thukydides (III.77,3) in der realen Welt Schiffsnamen, Salaminia und Paralos, erwähnt. In der Wikingerzeit sind herausragende Schiffe mit ihren Namen überliefert. Auch aus dem 14. Jahrhundert sind etliche Schiffsnamen überliefert; dazu zählt beispielsweise die Hamburger Schnigge Bunte Kuh auf der Simon von Utrecht 1400–1401 die Vitalienbrüder Klaus Störtebeker und Gödeke Michels (auf der Seetiger) festsetzte. Bekannt sind auch die Niña und Pinta, mit denen Kolumbus nach Amerika segelte. Schiffsnamen werden bis heute für die Identifikation von Schiffen eingesetzt.

## Deutung von Schiffsnamen
Schiffsnamen werden in der Regel so gewählt, dass für die Schiffseigner eine Bedeutung im Schiffsnamen enthalten ist. Diese Bedeutungen enthalten oft Wünsche für das Schiff (Fortuna, Felicitas etc.), Erinnerungen an Personen (Gorch Fock, Friedrich der Große, Blücher etc.), geografische Namen, Tiernamen, Namen aus der Mystik und aus vielen weiteren Bereichen.
Schiffsnamen sind in Nordeuropa und Nordamerika meistens weiblich, insbesondere wenn es sich um Schiffe handelt, die nach Personen oder geographischen Begriffen benannt sind (die „Eisenhower“, die „Hamburg“). Schiffe, die nach einem Ausdruck mit Artikel (zum Beispiel Tiere, astronomische Begriffe) benannt sind, behalten dessen Genus normalerweise bei (der „Widder“, das „Frettchen“), es kann jedoch auch die weibliche Form verwandt werden (der/die „Pfeil“). In romanischen und slawischen Sprachen wird das Genus des Namens beibehalten. Die österreichische Seemannssprache (bis 1918) lehnt(e) sich daran an – es gab also den „Szent Istvan“, die „Kaiserin Elisabeth“, den „Sankt Georg“ und die „Wien“  (von: die Stadt).
Dass Schiffsnamen im deutschen Sprachraum vorrangig weiblich sind, wurde erst üblich, nachdem die Engländer die Hanse als vorherrschende Handelsmacht abgelöst hatten. Damals wurden viele Seefahrtsausdrücke aus dem Englischen übernommen, und damit auch das Geschlecht von Schiffsnamen, das bei den Engländern traditionell weiblich war. Zuvor wurden im Bereich der Hanse Schiffe mit männlichen Namen auch mit entsprechenden Artikeln versehen, zum Beispiel der „Peter von Danzig“.

## Tradition von Schiffsnamen
Besonders im militärischen Bereich ist es üblich, Schiffsnamen weiterzugeben. Das entspricht der Usance, dass auch Einheiten der Landstreitkräfte ihre Taten zu einer langjährigen Tradition ansammeln. Dadurch erbt ein Kriegsschiff gleich die Meriten seiner Vorgänger. So sagt der US-Secretary of the Navy zum Bau des dritten Flugzeugträgers des Namens Enterprise 2012: „[…] Seit 51 Jahren [Anm.: seit der Indienststellung der CVN 65 1961] ist der Name ein Synonym von Stärke, Einsatzbereitschaft und Abenteuergeist. Selten war unsere Flotte ohne ein Schiff dieses Namens. Ich habe mich entschieden, diese Tradition aufrechtzuerhalten, nicht nur wegen des Vermächtnisses, auf das er sich beruft, sondern weil die Aufgabe des Namens Enterprise noch nicht abgeschlossen ist.“ Diese Aussage zeigt die herausragende Bedeutung der Tradition und Symbolkraft eines Schiffsnamens für die Militärgeschichte und patriotisches Empfinden im Allgemeinen. Typisch ist auch, dass verdienstvolle Namen sukzessive in immer höhere Schiffsklassen aufsteigen (etwa die britische Victorious vom third-rate-Linienschiff 1785 zum Flugzeugträger und dann Atom-U-Boot seit 1993). Umgekehrt werden negativ konnotierte Schiffsnamen – durch Schiffbruch unglückverheißend oder durch militärisches Versagen mit Schande behaftet – oft in einer kleineren Klasse weitergeführt oder gar aus dem Namensfundus einer Streitkraft gestrichen.
Eine weitere Tradition ist es, Schiffe einer Klasse oder Gruppe ähnlich zu benennen. So beginnen etwa Schiffe einer Reederei  (wie die bekannten Hamburger „Flying P-Liner“ Padua, Pamir, Passat u. a. der Zwischenkriegszeit) oder die einer Bootsklasse (etwa der britischen Broadsword-Klasse mit „B“, später „C“)  mit demselben Anfangsbuchstaben, oder sie erhalten alle Tiernamen, Städtenamen und ähnliches.

## Rechtliches

### Deutschland
In Deutschland wurde schon früh die Verpflichtung zur Schiffsnamensführung als deutliche Kennzeichnung von Schiffen mit deutscher Nationalflagge vorgeschrieben. Allgemein findet sich in Gesetzen von 1868, dass alle im Schiffsregister eingetragenen Schiffe beidseitig am Schiffsbug sowie am Heck „gut sichtbar und fest angebracht“ führen müssen. Am Heck ergänzt mit Angabe des Heimathafens.
Im 21. Jahrhundert ist geltendes Recht, das alle Schiffe, die länger als 15 Meter sind und unter deutscher Nationalflagge auf deutschen Bundeswasserstraßen sich aufhalten bzw. sich bewegen, im Schiffsregister eingetragen sein müssen, und ein Schiffszertifikat haben. Darin sind als eindeutiges Identifikationsmerkmal der Schiffsname und der Heimathafen des Schiffes eingetragen. Der Schiffsname, der im Schiffsregister und im Schiffszertifikat eingetragen ist, sowie der dort angegebene Heimathafen müssen am Schiff angebracht sein. Die Bundesrepublik Deutschland behält sich vor, eventuell unpassende Schiffsnamen zu untersagen.
Vorstehendes gilt für Schiffe in der Zivilschifffahrt. Staatsschiffe, Behördenschiffe sowie Kriegsschiffe folgen anderen Konventionen, weil Behörden mit hoheitlichen Rechten Schiffseintragungen sowie Flaggenführung selbst regeln. Schiffe der Seestreitkräfte führen die hoheitliche Seekriegsflagge auch in Friedenszeiten.

### Schweiz
In der Schweiz müssen nur Passagierschiffe einen Namen tragen, mit dem sie im entsprechenden Binnenschifffahrtsregister eingetragen werden. Für Boote und Yachten wird dagegen eine den Schweizer Autonummern vergleichbare Nummer von den kantonalen Schifffahrtsämtern als offizielle Registernummer vergeben. Dennoch tragen die meisten Schiffe an ihrem Heck einen Namen. Wird ein Schiff im Schweizerischen Schiffsregister in Basel für Hochseefahrt registriert, gilt der Name als alleiniges Identifikationsmerkmal. Das Seeschifffahrtsamt verlangt, das alle eingetragenen Namen eindeutig sind. Nur Schiffe des gleichen Eigners dürfen ähnliche Namen – also beispielsweise sich nur durch eine Nummer unterscheidende – tragen.

## Handhabung von Schiffsnamen
Der Eigner eines Schiffes bestimmt üblicherweise den Schiffsnamen. Die Vergabe eines Schiffsnamens ist nicht an eine Mindestgröße gebunden – bei Modellschiffen wird in der Regel der Originalname des Schiffes übernommen. Bei kleinen Booten, Schiffen oder ähnlichen Kleinfahrzeugen konzentriert sich die Namensgebung meist auf die Schiffstaufe. Für größere Wasserfahrzeuge wird die Namensgebung normalerweise schon im Vorfeld geregelt. Erster Schritt ist hier der Antrag für die Ausfertigung der Schiffszertifikate. Ein besonderes Datum ist in diesem Rahmen die Kiellegung. Der wichtige Augenblick der Vergabe des Namens für die Öffentlichkeit geschieht bei der Schiffstaufe, die oft, aber nicht immer, im Rahmen des Stapellaufs erfolgt. Dem ersten Schiffsnamen können weitere Namen aufgrund von Umbenennungen (die häufig im Rahmen von Eigentümerwechseln vorgenommen werden) folgen.
Ergänzungen vor dem Schiffsnamen werden Präfixe genannt. Diese können auf die Antriebsart, die Verwendung oder die Marinezuordnung eines Schiffes hinweisen. Zusätzlich zum Schiffsnamen werden oft weitere Kennzeichen geführt, die beispielsweise auf Register der Fischerei, Schiffskennungen Marine oder anderer Registrierungsstellen zurückgehen. Teilweise werden in Veröffentlichungen (insbesondere bei Nachschlagewerken) zur Unterscheidung von Schiffen, die den gleichen Namen tragen, dem Schiffsnamen als Zusatz die Jahreszahl des Stapellaufs oder andere Namenszusätze beigefügt.